# Rock da Armênia
O Rock Armênio descreve um larga variedade de formas de música de rock feitas na Arménia ou por descendentes.
Junto com a maioria dos grupos da era Soviética era "Arakyalner", "1+2", "Kaleidoscope", e "Bliki". Com o afrouxamento do controle do estado no começos dos anos 1980, o número de bandas de rock armênicas ganhou seguidores na Europa Ocidental, como "Asparez" e "Ayas". Asparez foi a única banda de rock a lançar um LP com o símbolo da gravadora soviética Melodiya. As bandas Tarerk, Tessilk, 36.6 e Maximum tem vários seguidores na Arménia.

## História

### Era Soviética
Rock foi muito restrito para a maioria dos periódos na Arménia por ordem da União Soviética, sendo vista como uma influência anti-socialista. Ainda, no começo dos anos 1970, existiu muitas bandas populares na capital da Erevã com bandas como "Arakyalner", "1+2", "Kaleidoscope", e "Bliki". Pelos anos oitenta, combinando o folk armênico com rock, vários grupos de rock foram fundados, e popular até os anos 2000, alguns deles são "Bambir", fundado em 1978 em Leninakan e "Vostan-Hayots" fundado em 1986 em Erevã. Em 1982, Bambir ganhou o "Folk Music Award" no Festival Internacional em Lida, Bielorrússia.
Com o cenário de rock crescendo no final dos anos 80, bandas como Asparez e Ayas atraíram audiências internacionais devido à nova popularidade do rock oriental estas duas bandas foram entre as mais originais, quando foi descrito pela primeira vez na Revista Melodie und Rhythmus (é uma revista alemã, o seu nome em português seria Melodia e Rítmo). Ayas foi formado em 1986 por Artur Mitinyan, e um ano mais tarde ganhou o prêmio de "Melhor Música do Ano" no "Rock, Rock, Rock Festival" de Erevã. No verão de 1986, "Elips" foi em turnê para Latvia, aonde eles tocaram junto com "Piligrim". Simultaneamente com a fama, o grupo ganhou odio pelo partido Comunista Soviético e foi proibido por ser um grupo anti-Soviético. A sua música mais popular foi "Patkeratsrek" (que em português significa "Imagine") fica como um dos hinos do rock armênio.

### Era Pós-Soviética
No começo dos anos 90, o cenário do rock progressivo armênico se desenvolveu. Dumbarton Oaks foi uma das primeiras bandas tentar combinar rock com música clássica, um exemplo disso é "Once Upon a Time There Lived a Cadence". O lado psicodélico do rock progressivo foi representado pelos trabalhos mais pesados do MDP. Embora apenas nos anos 2000, Artsruni e Oaksenham lançaram seus álbuns com a gravadora francesa Musea, sendo uma das pioneiras entre as bandas locais lançando álbuns além do mercado sentimental. Ambas bandas ostentam a presença de seus álbuns no iTunes e no Allmusic.com. Outras bandas de rock armênico são Breeze, Ambehr, The Kings' Cross, Alter Ego, IF de Hayk F. Gyolchanyan, Lav Eli e Empyray. Beerdingungs Lauten foi o único representante do estilo grindcore. O guitarrista Gor Mkhitarian que formou "Lav Eli" está envolvido com a cena folk rock dos Estados Unidos no qual está lançando álbuns regularmente lá.
Durante o final dos anos 1990, aumentou a popularidade da banda americana System of a Down, consistiu dos armênicos, teve um impacto considerável na popularidade no rock pesado na Arménia. Outro exemplo notável é Deti Picaso, uma banda de folk rock russa que consiste na maioria por armênicos foi notada e apreciada na Arménia e revivido o interesse pelo folk.
Na mesma época, as bandas de rock armênicas ganharam um fanzine - Mark's Gazette, publicado por Arman Padaryan (conhecido como Mark).

### Exilados
Músicos de rock exilados da Arménia nos Estados Unidos durante os anos 1990 são poucos, com poucos locais para eles tocarem. Tigran Mousoian, presidente do Centro de Artistas & Músicos Armênios, esteve organizando dois festivais em Erevã, e então planejando um Festival de Rock Armênico em Glendale, Califórnia.

## Audiência na Arménia
A audiência na Arménia permanece extremamente pequena para locais de shows de rock, tocando em clubes locais em Erevã e Giumri. No entanto "SARD", "Bambir 2", "Vordan Karmir", "Reincarnation" e a banda de speed-metal "Aramazd" começeram a atrair atenção da mídia, especialmente depois de seus vídeos fossem televisionados nacionalmente. "Roxygeen" está no topo das bandas covers, enquanto Stryfe e Sworn são bandas de metal progressivo.
O revivido MDP e Oaksenham junto com "Bambir 2", "Blood Covenant", "Stryfe", "Sworn" e "Empyray" lideraram a vanguarda de qualidade feita por uma nação do rock no novo milênio.
Arthur Meschian vende concertos no Teatro Opera Yerevan e Complexo de Esportes e Complexo de Concertos.

## Prêmios
Desde 2004, o Internation Armenian Music Award anuncia vencedores em várias categorias de rock. Entre os laureados e os nomeados estão Bambir 2, Empyray, Oaksenham, Hexen, Gor Mkhitaryan, Red Snow e outros.